# John Hodiak
John Hodiak (16 avril 1914 – 19 octobre 1955) est un acteur américain.

## Biographie
Il est né à Pittsburgh, en Pennsylvanie ; ses parents étaient Walter Hodiak (25 octobre 1888 – 21 août 1962) et Anna Pogorzelec (28 février 1888 – 17 octobre 1971). Il était d’ascendance ukrainienne et polonaise. Il a grandi à Hamtramck, dans le Michigan, dans la banlieue de Détroit.
Hodiak s’est essayé au théâtre pour la première fois à onze ans, en jouant dans des pièces ukrainiennes et russes à l’Église catholique ukrainienne. Dès l’instant où il apparut sur scène, il décida de devenir acteur ; quand il était troisième base dans l’équipe de baseball de son lycée, il ne fut même pas tenté par une proposition de contrat avec un club pour jeunes prometteurs à St. Louis Cardinals, qu’il refusa.
Quand Hodiak a d'abord essayé d’obtenir un travail d’acteur de radio, il a été rejeté à cause de son accent. Il est devenu caddie sur un parcours de golf à Détroit, puis a travaillé dans une usine automobile Chevrolet – et il a exercé sa diction. Une fois venu à bout de l’obstacle que constituait son accent, il est devenu acteur de radio et s’est installé à Chicago ; là, il a créé le rôle du personnage de bande dessinée Li’l Abner à la radio.
Après un court passage dans l’armée, il arrive à Hollywood en 1942 et signe un contrat avec la MGM pour jouer dans des films. Il a refusé de changer son nom, en justifiant : « J'aime mon nom. Il me ressemble. »
Hodiak eut quelques petits rôles par son studio de cinéma. Il a ensuite attiré l’attention du réalisateur Alfred Hitchcock et, lors d’une collaboration avec la 20th Century Fox, a atteint la célébrité en devenant une vedette de cinéma de premier plan dans Lifeboat (1944) face à Tallulah Bankhead. D’autres grands rôles ont suivi, notamment celui du major Joppolo dans Une cloche pour Adano (A Bell for Adano, 1945) face à Gene Tierney.
Il avait épousé la comédienne Anne Baxter (mariés le 7 juillet 1946 – divorcés le 27 janvier 1953) avec laquelle il a eu une fille, Katrina Hodiak (née le 9 juillet 1951).
En 1953, Hodiak est allé à New York et a fait ses débuts à Broadway dans The Chase ; la pièce a été un échec, mais sa vedette a eu des critiques fantastiques. Il a ensuite donné naissance au rôle du lieutenant Maryk dans la version de Paul Gregory de la pièce de théâtre Le Caine Mutiny Court Martial de Herman Wouk, adaptée de son roman Ouragan sur le Caine (The Caine Mutiny). La pièce a duré deux ans et la prestation de Hodiak lui apporta une renommée nationale.
Quand le spectacle s’est arrêté après sa tournée aux États-Unis, Hodiak a commencé à travailler sur Trial (1955) pour la MGM, tenant le rôle du procureur. Une fois ce film achevé, Hodiak joua le major Ward Thomas dans On The Threshold of Space (1956) pour la 20th Century Fox.
À l’âge de 41 ans, Hodiak mourut d’une crise cardiaque dans la salle de bains de la maison de Tarzana en Californie qu’il avait construite pour ses parents : il était en train de se raser et se préparait à aller au studio pour finir le tournage de ses scènes dans On The Threshold of Space. Il fut décidé après qu’il avait tourné suffisamment pour sortir le film. Il est enterré dans la crypte D-1 du bloc 303 du mausolée principal au cimetière Calvary à Los Angeles.
John Hodiak possède son étoile sur le Hollywood Walk of Fame pour son travail à la radio au 6101 Hollywood Boulevard à Hollywood.

## Filmographie

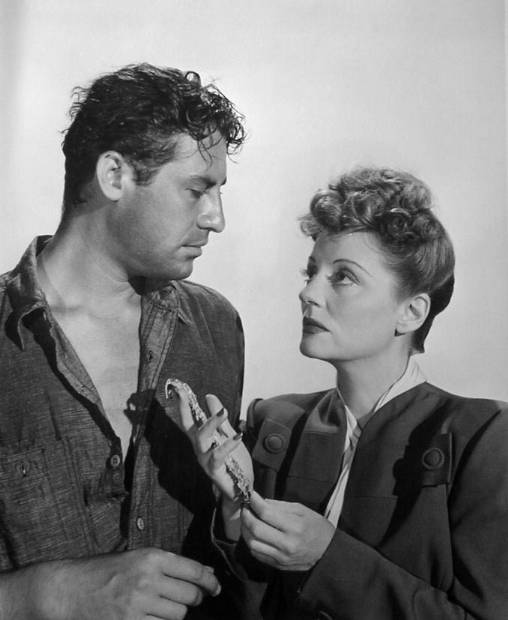
Avec Tallulah Bankhead dans Lifeboat (1944).

- 1943 : A Stranger in Town de Roy Rowland : Hart Ridges
- 1943 : Swing Shift Maisie de Norman Z. McLeod : Clerk
- 1943 : Mademoiselle ma femme (I Dood It) de Vincente Minnelli : Roy Hartwood
- 1944 : Âmes russes (Song of Russia) de Gregory Ratoff et László Benedek : Boris Bulganov
- 1944 : Lifeboat d'Alfred Hitchcock : John Kovac
- 1944 : Maisie Goes to Reno Harry Beaumont : Philip Francis 'Flip' Hennahan
- 1944 : Le mariage est une affaire privée (Mariage is a private affair) de Robert Z. Leonard : Lieutenant Tom Cochrane West
- 1944 : Sunday Dinner for a Soldier de Lloyd Bacon : Sgt. Eric Moore
- 1945 : Une cloche pour Adano (A Bell for Adano) de Henry King : Maj. Victor P. Joppolo
- 1945 : Les Demoiselles Harvey (The Harvey Girls) de George Sidney : Ned Trent
- 1946 : Two Smart People de Jules Dassin : Ace Connors
- 1946 : Quelque part dans la nuit (Somewhere in the Night) de Joseph L. Mankiewicz : George W. Taylor
- 1947 : The Arnelo Affair de Arch Oboler : Tony Arnelo
- 1947 : La Furie du désert (Desert Fury) de Lewis Allen : Eddie Bendix
- 1947 : L'Amour d'un inconnu (Love from a Stranger) de Richard Whorf : Manuel Cortez
- 1948 : Le Retour (Homecoming) de Mervyn LeRoy : Dr Robert Sunday
- 1948 : Tragique Décision (Command Decision) de Sam Wood : Col. Edward Rayton Martin

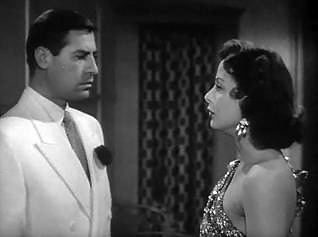
Avec Hedy Lamarr dans La Dame sans passeport (1950).

- 1949 : Embuscade (Ambush) de Sam Wood : Capt. Ben Lorrison
- 1949 : L'Île au complot  (The Bribe) de Robert Z. Leonard : Tugwell 'Tug' Hintten
- 1949 : Bastogne (Battleground) de William A. Wellman : Jarvess
- 1949 : Malaya de Richard Thorpe : Kellar
- 1950 : La Dame sans passeport  (A Lady Without Passport) de Joseph H. Lewis : Peter Karczag INS aka Josef Gombush
- 1950 : L'Histoire des Miniver (The Miniver story) de H.C. Potter : Spike Romway
- 1951 : Cœurs enchaînés (Night Into Morning) de Fletcher Markle : Tom Lawry
- 1951 : Le peuple accuse O'Hara (The People Against O'Hara) de John Sturges : District Attorney Louis Barra
- 1951 : Au-delà du Missouri  (Across the Wide Missouri) de William A. Wellman : Brecan
- 1952 : The Sellout de Gerald Mayer : Chick Johnson
- 1952 : Les Vainqueurs de Corée (Battle Zone) de Lesley Selander : Danny
- 1953 : Ambush at Tomahawk Gap de Fred F. Sears : McCord
- 1953 : Mission Over Koreade Fred F. Sears : Capt. George P. Slocum
- 1953 : Conquest of Cochise de William Castle : Cochise
- 1954 : Dragonfly Squadron de Lesley Selander : Maj. Matthew Brady
- 1955 : Trial de Mark Robson: District Attorney John J. 'Jack' Armstrong
- 1956 : On the Threshold of Space de Robert D. Webb: Maj. Ward Thomas